# Barbourula kalimantanensis
Barbourula kalimantanensis är en groddjursart som beskrevs av Djoko Iskandar 1978. Barbourula kalimantanensis ingår i släktet Barbourula och familjen Bombinatoridae. IUCN kategoriserar arten globalt som starkt hotad. Inga underarter finns listade.

## Bildgalleri